# Lijst van Franse ministers van Milieu
Dit is een lijst van Franse ministers van Milieu.

## Ministers van Milieu (1971–heden)
| Viceminister voor Milieu                       | Viceminister voor Milieu                       | Viceminister voor Milieu                       | Ambtstermijn     | Ambtstermijn     | Partij(en)         | Premier(s)                         | Kabinet(en)                  | Overige functie(s)                          |
| ---------------------------------------------- | ---------------------------------------------- | ---------------------------------------------- | ---------------- | ---------------- | ------------------ | ---------------------------------- | ---------------------------- | ------------------------------------------- |
|                                                | Robert Poujade                                 | Robert Poujade (1928–2020)                     | 7 januari 1971   | 5 april 1973     | UDR                | Jacques Chaban- Delmas (1969–1972) | Chaban- Delmas               |                                             |
| Pierre Messmer (1972–1974)                     | Robert Poujade                                 | Robert Poujade (1928–2020)                     | 7 januari 1971   | 5 april 1973     | UDR                | Messmer I                          |                              |                                             |
| Minister voor Milieu                           | Minister voor Milieu                           | Minister voor Milieu                           | Ambtstermijn     | Ambtstermijn     | Partij(en)         | Premier(s)                         | Kabinet(en)                  | Overige functie(s)                          |
|                                                | Robert Poujade                                 | Robert Poujade (1928–2020)                     | 5 april 1973     | 1 maart 1974     | UDR                | Pierre Messmer (1972–1974)         | Messmer II                   |                                             |
|                                                | Alain Peyrefitte                               | Alain Peyrefitte (1925–1999)                   | 1 maart 1974     | 27 mei 1974      | UDR                | Pierre Messmer (1972–1974)         | Messmer III                  | Minister van Cultuur                        |
| Minister voor Levenskwaliteit                  | Minister voor Levenskwaliteit                  | Minister voor Levenskwaliteit                  | Ambtstermijn     | Ambtstermijn     | Partij(en)         | Premier(s)                         | Kabinet(en)                  | Overige functie(s)                          |
|                                                |                                                | André Jarrot (1909–2000)                       | 27 mei 1974      | 12 januari 1976  | UDR                | Jacques Chirac (1974–1976)         | Chirac I                     |                                             |
|                                                |                                                | André Fosset (1918–2001)                       | 12 januari 1976  | 26 augustus 1976 | UDR                | Jacques Chirac (1974–1976)         | Chirac I                     |                                             |
|                                                |                                                | Vincent Ansquer (1925–1987)                    | 26 augustus 1976 | 30 maart 1977    | RPR                | Raymond Barre (1976–1981)          | Barre I                      |                                             |
| Minister voor Milieu                           | Minister voor Milieu                           | Minister voor Milieu                           | Ambtstermijn     | Ambtstermijn     | Partij(en)         | Premier(s)                         | Kabinet(en)                  | Overige functie(s)                          |
|                                                | Alain Madelin                                  | Michel d'Ornano (1924–1991)                    | 30 maart 1977    | 21 mei 1981      | RI (1977–78)       | Raymond Barre (1976–1981)          | Barre II                     | Minister van Cultuur (1977–78)              |
|                                                | Alain Madelin                                  | Michel d'Ornano (1924–1991)                    | 30 maart 1977    | 21 mei 1981      | UDF (PR) (1978–81) | Raymond Barre (1976–1981)          | Barre III                    | Minister van Cultuur en Communicatie (1981) |
|                                                |                                                | Michel Crépeau (1930–1999)                     | 21 mei 1981      | 23 maart 1983    | PRG                | Pierre Mauroy (1981–1984)          | Mauroy I                     |                                             |
| Mauroy II                                      |                                                | Michel Crépeau (1930–1999)                     | 21 mei 1981      | 23 maart 1983    | PRG                | Pierre Mauroy (1981–1984)          |                              |                                             |
| Staatssecretaris voor Milieu                   | Staatssecretaris voor Milieu                   | Staatssecretaris voor Milieu                   | Ambtstermijn     | Ambtstermijn     | Partij(en)         | Premier(s)                         | Kabinet(en)                  | Overige functie(s)                          |
|                                                | Huguette Bouchardeau                           | Huguette Bouchardeau (1935)                    | 23 maart 1983    | 17 juli 1984     | PSU                | Pierre Mauroy (1981–1984)          | Mauroy III                   |                                             |
| Minister van Milieu                            | Minister van Milieu                            | Minister van Milieu                            | Ambtstermijn     | Ambtstermijn     | Partij(en)         | Premier(s)                         | Kabinet(en)                  | Overige functie(s)                          |
|                                                | Huguette Bouchardeau                           | Huguette Bouchardeau (1935)                    | 17 juli 1984     | 20 maart 1986    | PSU                | Laurent Fabius (1984–1986)         | Fabius                       |                                             |
| Viceminister voor Milieu                       | Viceminister voor Milieu                       | Viceminister voor Milieu                       | Ambtstermijn     | Ambtstermijn     | Partij(en)         | Premier(s)                         | Kabinet(en)                  | Overige functie(s)                          |
|                                                | Alain Carignon                                 | Alain Carignon (1949)                          | 20 maart 1986    | 10 mei 1988      | PRP                | Jacques Chirac (1986–1988)         | Chirac II                    |                                             |
| Staatssecretaris voor Milieu                   | Staatssecretaris voor Milieu                   | Staatssecretaris voor Milieu                   | Ambtstermijn     | Ambtstermijn     | Partij(en)         | Premier(s)                         | Kabinet(en)                  | Overige functie(s)                          |
|                                                | Brice Lalonde                                  | Brice Lalonde (1946)                           | 10 mei 1988      | 1 oktober 1990   | GÉ                 | Michel Rocard (1988–1991)          | Rocard I                     |                                             |
| Rocard II                                      | Brice Lalonde                                  | Brice Lalonde (1946)                           | 10 mei 1988      | 1 oktober 1990   | GÉ                 | Michel Rocard (1988–1991)          |                              |                                             |
| Viceminister voor Milieu                       | Viceminister voor Milieu                       | Viceminister voor Milieu                       | Ambtstermijn     | Ambtstermijn     | Partij(en)         | Premier(s)                         | Kabinet(en)                  | Overige functie(s)                          |
|                                                | Brice Lalonde                                  | Brice Lalonde (1946)                           | 1 oktober 1990   | 15 mei 1991      | GÉ                 | Michel Rocard (1988–1991)          | Rocard II                    |                                             |
| Minister van Milieu                            | Minister van Milieu                            | Minister van Milieu                            | Ambtstermijn     | Ambtstermijn     | Partij(en)         | Premier(s)                         | Kabinet(en)                  | Overige functie(s)                          |
|                                                | Brice Lalonde                                  | Brice Lalonde (1946)                           | 15 mei 1991      | 2 april 1992     | GÉ                 | Édith Cresson (1991–1992)          | Cresson                      |                                             |
|                                                | Ségolène Royal                                 | Ségolène Royal (1953)                          | 2 april 1992     | 29 maart 1993    | PS                 | Pierre Bérégovoy (1992–1993)       | Bérégovoy                    |                                             |
|                                                | Michel Barnier                                 | Michel Barnier (1951)                          | 29 maart 1993    | 17 mei 1995      | PRP                | Édouard Balladur (1993–1995)       | Balladur                     |                                             |
|                                                | Corinne Lepage                                 | Corinne Lepage (1951)                          | 17 mei 1995      | 3 juni 1997      | GÉ                 | Alain Juppé (1995–1997)            | Juppé I                      |                                             |
| Juppé II                                       | Corinne Lepage                                 | Corinne Lepage (1951)                          | 17 mei 1995      | 3 juni 1997      | GÉ                 | Alain Juppé (1995–1997)            |                              |                                             |
|                                                | Dominique Voynet                               | Dominique Voynet (1958)                        | 3 juni 1997      | 10 juli 2001     | LV                 | Lionel Jospin (1997–2002)          | Jospin                       | Minister van Ruimtelijke Ordening           |
|                                                | Yves Cochet                                    | Yves Cochet (1946)                             | 10 juli 2001     | 6 mei 2002       | LV                 | Lionel Jospin (1997–2002)          | Jospin                       | Minister van Ruimtelijke Ordening           |
| Minister van Ecologie en Duurzame Ontwikkeling | Minister van Ecologie en Duurzame Ontwikkeling | Minister van Ecologie en Duurzame Ontwikkeling | Ambtstermijn     | Ambtstermijn     | Partij(en)         | Premier(s)                         | Kabinet(en)                  | Overige functie(s)                          |
|                                                | Roselyne Bachelot                              | Roselyne Bachelot (1946)                       | 6 mei 2002       | 31 maart 2004    | RPR (2002)         | Jean-Pierre Raffarin (2002–2005)   | Raffarin I                   |                                             |
| UMP (2002–05)                                  | Roselyne Bachelot                              | Roselyne Bachelot (1946)                       | 6 mei 2002       | 31 maart 2004    | Raffarin II        | Jean-Pierre Raffarin (2002–2005)   |                              |                                             |
|                                                | Serge Lepeltier                                | Serge Lepeltier (1953)                         | 31 maart 2004    | 31 mei 2005      | UMP                | Jean-Pierre Raffarin (2002–2005)   | Raffarin III                 |                                             |
|                                                | Nelly Olin                                     | Nelly Olin (1941)                              | 31 mei 2005      | 16 mei 2007      | UMP                | Dominique de Villepin (2005–2007)  | de Villepin                  |                                             |
|                                                | Alain Juppé                                    | Alain Juppé (1945)                             | 16 mei 2007      | 20 juni 2007     | UMP                | François Fillon (2007–2012)        | Fillon I                     | Minister van Staat                          |
|                                                | Jean-Louis Borloo                              | Jean-Louis Borloo (1951)                       | 20 juni 2007     | 14 november 2010 | PRV                | François Fillon (2007–2012)        | Fillon II                    | Minister van Staat                          |
| Minister van Ruimtelijke Ordening (2008–09)    | Jean-Louis Borloo                              | Jean-Louis Borloo (1951)                       | 20 juni 2007     | 14 november 2010 | PRV                | François Fillon (2007–2012)        | Fillon II                    |                                             |
| Minister voor Maritime Zaken                   | Jean-Louis Borloo                              | Jean-Louis Borloo (1951)                       | 20 juni 2007     | 14 november 2010 | PRV                | François Fillon (2007–2012)        | Fillon II                    |                                             |
|                                                | Nathalie Kosciusko-Morizet                     | Nathalie Kosciusko- Morizet (1973)             | 14 november 2010 | 22 februari 2012 | UMP                | François Fillon (2007–2012)        | Fillon III                   | Minister van Transport                      |
| Minister van Huisvesting                       | Nathalie Kosciusko-Morizet                     | Nathalie Kosciusko- Morizet (1973)             | 14 november 2010 | 22 februari 2012 | UMP                | François Fillon (2007–2012)        | Fillon III                   |                                             |
|                                                | François Fillon                                | François Fillon (1954)                         | 22 februari 2012 | 15 mei 2012      | UMP                | François Fillon (2007–2012)        | Fillon III                   | Premier                                     |
| Minister van Transport                         | François Fillon                                | François Fillon (1954)                         | 22 februari 2012 | 15 mei 2012      | UMP                | François Fillon (2007–2012)        | Fillon III                   |                                             |
| Minister van Huisvesting                       | François Fillon                                | François Fillon (1954)                         | 22 februari 2012 | 15 mei 2012      | UMP                | François Fillon (2007–2012)        | Fillon III                   |                                             |
|                                                | Nicole Bricq                                   | Nicole Bricq (1947)                            | 15 mei 2012      | 20 juni 2012     | PS                 | Jean-Marc Ayrault (2012–2014)      | Ayrault I                    |                                             |
|                                                | Delphine Batho                                 | Delphine Batho (1973)                          | 20 juni 2012     | 1 juli 2013      | PS                 | Jean-Marc Ayrault (2012–2014)      | Ayrault II                   |                                             |
|                                                | Philippe Martin                                | Philippe Martin (1953)                         | 1 juli 2013      | 31 maart 2014    | PS                 | Jean-Marc Ayrault (2012–2014)      | Ayrault II                   |                                             |
|                                                | Ségolène Royal                                 | Ségolène Royal (1953)                          | 31 maart 2014    | 17 mei 2017      | PS                 | Manuel Valls (2014–2016)           | Valls I                      |                                             |
| Valls II                                       | Ségolène Royal                                 | Ségolène Royal (1953)                          | 31 maart 2014    | 17 mei 2017      | PS                 | Manuel Valls (2014–2016)           |                              |                                             |
| Bernard Cazeneuve (2016–2017)                  | Ségolène Royal                                 | Ségolène Royal (1953)                          | 31 maart 2014    | 17 mei 2017      | PS                 | Cazeneuve                          | Minister voor Maritime Zaken |                                             |
|                                                | Nicolas Hulot                                  | Nicolas Hulot (1955)                           | 17 mei 2017      | 4 september 2018 | O                  | Édouard Philippe (2017–2020)       | Philippe I                   | Minister van Staat                          |
| Philippe II                                    | Nicolas Hulot                                  | Nicolas Hulot (1955)                           | 17 mei 2017      | 4 september 2018 | O                  | Édouard Philippe (2017–2020)       |                              | Minister van Staat                          |
|                                                | François de Rugy                               | François de Rugy (1973)                        | 4 september 2018 | 16 juli 2019     | PÉ                 | Édouard Philippe (2017–2020)       | Minister van Staat           |                                             |
|                                                | Élisabeth Borne                                | Élisabeth Borne (1961)                         | 16 juli 2019     | 3 juli 2020      | LREM               | Édouard Philippe (2017–2020)       |                              |                                             |
|                                                | Barbara Pompili                                | Barbara Pompili (1975)                         | 3 juli 2020      | 20 mei 2022      | PÉ                 | Jean Castex (2020–2022)            | Castex                       |                                             |
|                                                | Amélie de Montchalin                           | Amélie de Montchalin (1985)                    | 20 mei 2022      | 4 juli 2022      | LREM               | Élisabeth Borne (2022–heden)       | Borne I                      | Minister van Ruimtelijke Ordening           |
|                                                | Christophe Béchu                               | Christophe Béchu (1974)                        | 4 juli 2022      | heden            | HRS                | Élisabeth Borne (2022–heden)       | Borne II                     | Minister van Ruimtelijke Ordening           |